# Hammam Dhalaa
Hammam Dhalaa (în arabă حمام الضلعة) este o comună din provincia M'Sila, Algeria.
Populația comunei este de 39.850 de locuitori (2008).